# Dittongazione romanza
La dittongazione romanza è un fenomeno fonetico che caratterizza l'evoluzione di gran parte delle lingue romanze rispetto al latino. 
Si tratta di una dissimilazione, precisamente di una dittongazione, cioè della nascita di dittonghi ascendenti là dove il latino aveva le vocali brevi Ĕ ed Ŏ. Tale fenomeno era foneticamente condizionato: si produceva infatti in posizione tonica e in sillaba aperta. 
Alcuni esempi: 
- lat. (tardo) BŎNUM > it. buono, sp. bueno

- lat. TĔNES > it. tieni, sp. tienes, fr. tiens

Questi condizionamenti fonetici hanno prodotto molti casi di alternanza all'interno dei paradigmi, col mutare della posizione dell'accento e della costituzione sillabica. Si vedano ad esempio in italiano 
- uovo ma ovale (l'accento non cadeva più sulla o);
- vieni ma venite (spostamento d'accento), convènto (sillaba accentata ma chiusa).

Spesso i paradigmi vengono nuovamente resi regolari con fenomeni di analogia. Così per esempio, il superlativo di nuovo, che foneticamente dovrebbe essere novissimo (forma ancora conservata, per esempio nella denominazione arcaizzante di alcuni dizionari), è oggi nuovissimo, con una dittongazione indotta dall'analogia e non dal contesto fonetico.
La dittongazione, che rappresenta un capitolo nella complessa vicenda del trapasso dal sistema vocalico latino basato sulle quantità vocaliche a quello neolatino, senza più opposizioni di quantità ma con incremento di timbri vocalici, ha comunque avuto luogo in misura diversa nelle varie lingue romanze, e gli esiti di una stessa parola possono presentare la dittongazione in alcune lingue e non presentarla in altre.